# Landtagswahl in Liechtenstein 1974
- VU: 7
- FBP: 8

Die Landtagswahl in Liechtenstein 1974 fand am 3. Februar 1974 statt und war die reguläre Wahl der Legislative des Fürstentums Liechtenstein. Hierbei wurden alle 15 Abgeordneten des Landtags des Fürstentums Liechtenstein in den beiden Wahlkreisen Ober- und Unterland vom Landesvolk gewählt.
Aufgrund einer Änderung des Wahlrechts im Jahr 1973 wurde bei dieser Wahl erstmals nach dem Kandidatenproporz gewählt und nicht mehr nach dem Listenproporz wie bis dahin; ausserdem wurde wieder eine Sperrklausel von 8 % eingeführt, nachdem die letzte Sperrklausel von 18 % im Jahr 1962 für verfassungswidrig erklärt und aufgehoben worden war. An dieser Wahl nahm ausserdem zum letzten Mal die Christlich-soziale Partei Liechtensteins teil, die erneut keinen Abgeordneten stellen konnte.

## Ausgangslage
Bei der Landtagswahl 1970 erreichte die Fortschrittliche Bürgerpartei in Liechtenstein 48,83 %, die Vaterländische Union 49,57 % und die Christlich-soziale Partei Liechtensteins 1,6 % der abgegebenen Stimmen. 

## Wahlergebnis
Von 4572 Wahlberechtigten nahmen 4'369 Personen an der Wahl teil (95,6 %). Von den abgegebenen Stimmen waren 4320 gültig. Die Stimmen und Mandate verteilten sich in den beiden Wahlkreisen – Oberland und Unterland – wie folgt:
| Partei                              | Stimmen  | Stimmen   | Stimmen   | Stimmen       | Sitze    | Sitze     | Sitze     |
| ----------------------------------- | -------- | --------- | --------- | ------------- | -------- | --------- | --------- |
| Partei                              | Oberland | Unterland | insgesamt | Stimmenanteil | Oberland | Unterland | insgesamt |
| Fortschrittliche Bürgerpartei (FBP) | 12'819   | 4'513     | 17'332    | 47,51 %       | 5        | 3         | 8         |
| Vaterländische Union (VU)           | 14'058   | 4'186     | 18'244    | 50,01 %       | 4        | 3         | 7         |
| Christlich-Soziale Partei (CSP)     | 705      | 287       | 922       | 2,53 %        | 0        | 0         | 0         |